# Keleberda (Krementschuk)
Keleberda (ukrainisch Келеберда; russisch Келеберда) ist ein Dorf im Süden der ukrainischen Oblast Poltawa mit etwa 450 Einwohnern (2001).
Die Sehenswürdigkeiten des Dorfes liegen am Dneprufer und sind zum einen das geologische Naturdenkmal „Keleberda“, eine einzigartige, 3 Milliarden alte, geologische Formation von rosa Granit mit einer Fläche von 5 Hektar und zum anderen die 2005 erbaute Verklärungskirche mit Skulpturen von Mykola Schmatko und das 2009 zum 200. Geburtstag von Nikolai Gogol errichtete Taras-Bulba-Denkmal ⊙.

## Geografie
Das Dorf liegt am linken bzw. Nordufer des Dneprs unterhalb der Mündung des Psel und ist nahezu vollständig von Wasser umgeben. Nördlich des Dorfes verläuft die  Territorialstraße T–17–36. Keleberda liegt 32 km südöstlich von Krementschuk und 10 km südöstlich von Horischni Plawni, dem ehemaligen Komsomolsk.

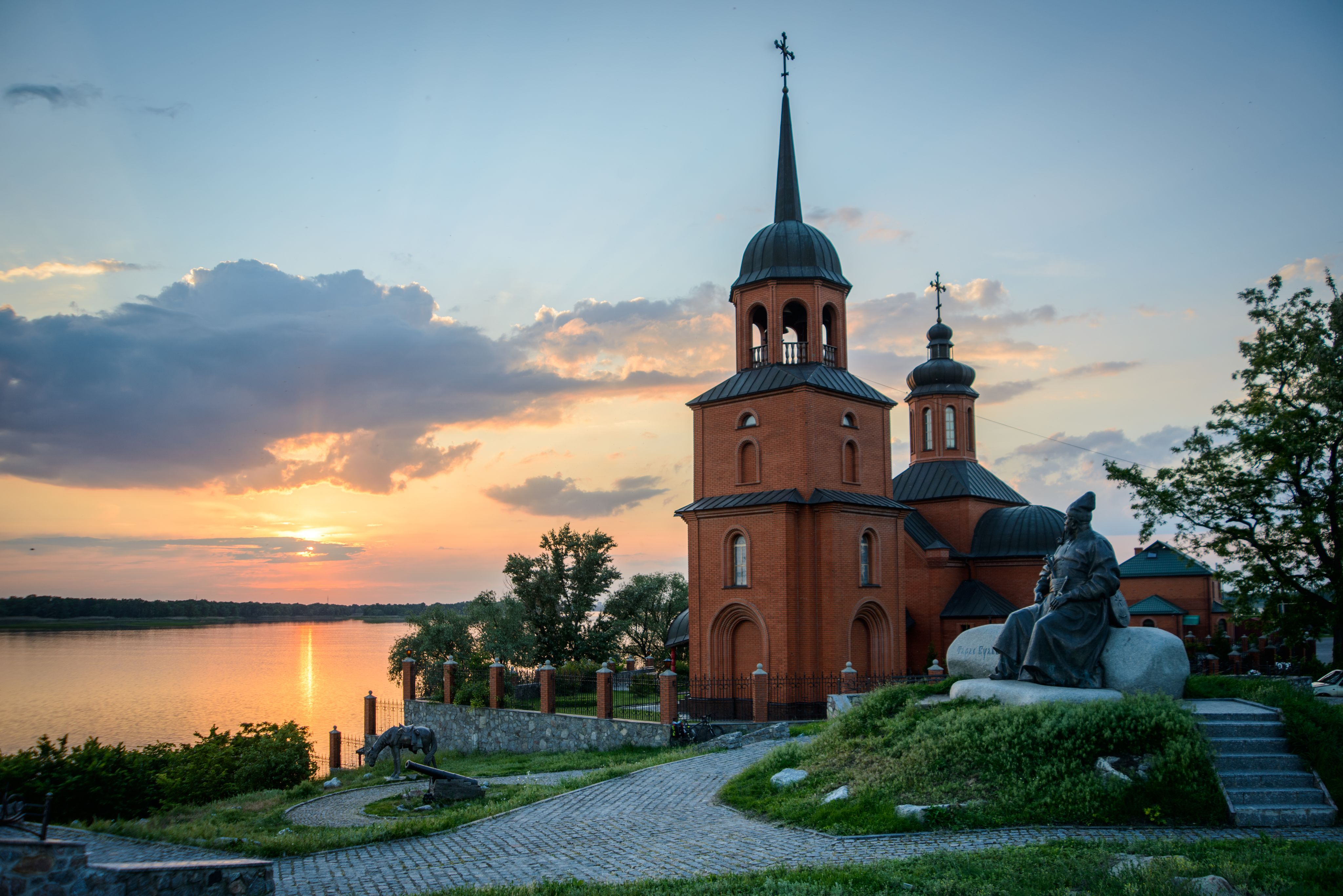
Die orthodoxe Verklärungskirche und das Taras-Bulba-Denkmal am Dneprufer in Keleberda
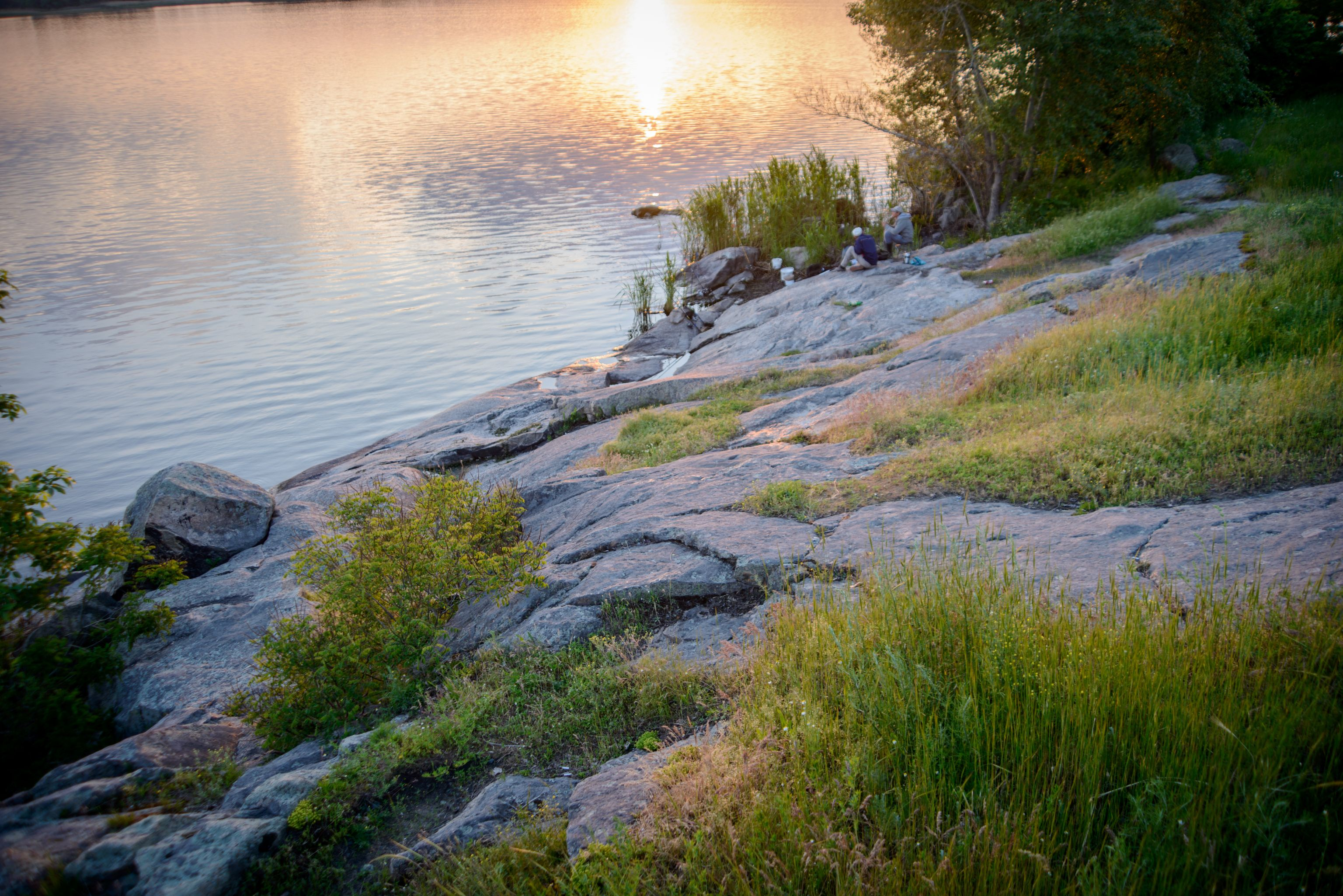
Der rosa Granit am Dneprufer der Ortschaft ist ein geologisches Naturdenkmal

Am 16. April 2019 wurde das Dorf ein Teil der neugegründeten Stadtgemeinde Horischni Plawni, bis dahin bildete es die gleichnamige Landratsgemeinde Keleberda (Келебердянська сільська рада/Keleberdjanska silska rada) im Südosten des Rajons Krementschuk.
Am 17. Juli 2020 kam es im Zuge einer großen Rajonsreform zum Anschluss des Rajonsgebietes an den Rajon Krementschuk.

## Geschichte
Im Gemeindegebiet wurden Fragmente von Töpfen und Steinwerkzeuge aus der späten Steinzeit gefunden und während der Bronzezeit, in der Mitte des 2. Jahrtausends vor Christus, gab es hier bereits vier Siedlungen.
Die 1646 erstmals schriftlich erwähnte Ortschaft ist eine Gründung der Kosaken und wuchs durch ihren Fisch- und Wildreichtum zu einer wohlhabenden Ortschaft mit 17 großen Wassermühlen, einem täglichen Markt und vier jährlichen Messen heran, in der im Laufe der Zeit vier orthodoxe Kirchen erbaut wurden.
In den Jahren 1675, 1696 und 1796 wurde Keleberda von den Tataren zerstört und am 16. April 1709 wurde die Ortschaft auf Befehl von Peter dem Großen von russischen Truppen erobert und zerstört. Für dessen Denkmalsockel in Poltawa wurde 1804 im Ort der Granit gebrochen. 1843 besuchte Taras Schewtschenko das Dorf. Bei der Volkszählung von 1859 gab es im Dorf 595 Häuser mit insgesamt 4952 Einwohnern.
Während des Großen Vaterländischen Krieges begann am 29. September 1943 im Verlauf der Schlacht am Dnepr bei Keleberda die Überquerung des Dneprs durch sowjetische Truppen der 92. Gardeschützendivision der 37. Armee der Steppenfront. Bei diesen Kämpfen kamen nach offiziellen Angaben 32.000 Menschen ums Leben.